# Geosynchronous Space Situational Awareness Program
Geosynchronous Space Situational Awareness Program (GSSAP) ou Hornet est une série de satellites américains de surveillance spatiale.

## Historique
Les deux premiers engins spatiaux GSSAP ont été lancés en 2014, et deux autres le 19 août 2016 (USA-270 et USA-271). Les deux premiers ont été construits par Orbital Sciences ; leurs capacités et leurs budgets de développement et de construction sont classifiés. Ils opèrent sur une « orbite quasi-géosynchrone » (« near-geosynchronous orbit »). Le premier lancement était prévu pour le 23 juillet 2014 à bord d'un lanceur United Launch Alliance Delta IV,.
Le 12 septembre 2017, les troisième et quatrième satellites ont été déclarés opérationnels.
Deux autres satellites (GSSAP-5 et GSSAP-6) ont été lancés avec succès le 21 janvier 2022 par un lanceur Atlas V. En 2023, des chercheurs chinois ont rapporté avoir observé au moins 13 cas où des satellites américains se sont approchés de satellites chinois.
En août 2023, le Space Systems Command (en) a annoncé le retrait du satellite GSSAP-2, le premier de la constellation à être mis hors service, et son transfert sur une orbite de rebut. Il a également révélé que deux autres satellites avaient été commandés à Northrop Grumman pour répondre à la demande d'actifs GSSAP, dont les lancements sont prévus respectivement pour 2024 et 2027.

## Lancements
| Nom                                          | Date de lancement | Lanceur  | NSSDC ID  | Statut | Remarques          |
| -------------------------------------------- | ----------------- | -------- | --------- | ------ | ------------------ |
| GSSAP 1 (Hornet 1, USA 253, AFSPC 4)         | 28 juillet 2014   | Delta IV | 2022-174A |        | Lancé avec GSSAP 2 |
| GSSAP 2 (Hornet 2, USA 254, AFSPC 4)         | 28 juillet 2014   | Delta IV | 2022-174B | Retiré | Lancé avec GSSAP 1 |
| GSSAP 3 (Hornet 3, USA 270, AFSPC 6)         | 19 août 2016      | Delta IV | 2016-052A |        | Lancé avec GSSAP 4 |
| GSSAP 4 (Hornet 4, USA 271, AFSPC 6)         | 19 août 2016      | Delta IV | 2016-052A |        | Lancé avec GSSAP 3 |
| GSSAP 5 (Hornet 5, USA 324, USSF 8, AFSPC 8) | 21 janvier 2022   | Atlas V  | 2022-006A |        | Lancé avec GSSAP 6 |
| GSSAP 6 (Hornet 6, USA 325, USSF 8, AFSPC 8) | 21 janvier 2022   | Atlas V  | 2022-006B |        | Lancé avec GSSAP 5 |